# Giro del Lazio 1954
Il Giro del Lazio 1954, ventesima edizione della corsa, si svolse il 12 settembre 1954. La vittoria fu appannaggio dell'italiano Angelo Conterno, il quale precedette i connazionali Arrigo Padovan e Giancarlo Astrua.

## Ordine d'arrivo (Top 10)
| Pos. | Corridore           | Squadra     | Tempo |
| ---- | ------------------- | ----------- | ----- |
| 1    | Angelo Conterno     | Fréjus      |       |
| 2    | Arrigo Padovan      | Lygie       |       |
| 3    | Giancarlo Astrua    | Atala       |       |
| 4    | Fiorenzo Magni      | Nivea-Fuchs |       |
| 5    | Marcello Pellegrini | Lygie       |       |
| 6    | Alfredo Martini     | Lygie       |       |
| 7    | Giuseppe Minardi    | Legnano     |       |
| 8    | Bruno Monti         | Arbos       |       |
| 9    | Giorgio Albani      | Legnano     |       |
| 10   | Adolfo Grosso       | Atala       |       |